# 2019年世界水泳選手権ソロモン諸島選手団
2019年世界水泳選手権ソロモン諸島選手団は、2019年7月12日から7月28日まで韓国の光州で開催された第18回世界水泳選手権のソロモン諸島選手団、およびその競技結果。今大会、ソロモン諸島は世界水泳選手権初参加となった。

## 選手団
- 人員: 選手 2人

## 選手名簿・結果
| 選手                     | 種目              | 予選      | 予選  | 準決勝   | 準決勝   | 決勝     | 決勝     |
| 選手                     | 種目              | 結果      | 順位  | 結果     | 順位     | 結果     | 順位     |
| ------------------------ | ----------------- | --------- | ----- | -------- | -------- | -------- | -------- |
| エドガー・イロ           | 男子100m自由形    | 1分00秒98 | 113位 | 予選敗退 | 予選敗退 | 予選敗退 | 予選敗退 |
| エドガー・イロ           | 男子50mバタフライ | 29秒40    | 82位  | 予選敗退 | 予選敗退 | 予選敗退 | 予選敗退 |
| クレイメント・ラフィアラ | 男子50m自由形     | 27秒39    | 116位 | 予選敗退 | 予選敗退 | 予選敗退 | 予選敗退 |
| クレイメント・ラフィアラ | 男子50m平泳ぎ     | 34秒37    | 67位  | 予選敗退 | 予選敗退 | 予選敗退 | 予選敗退 |